# Rouen Open 2023
Rouen Open 2023, oficiálně Open Capfinances Rouen Métropole 2023, byl tenisový turnaj na ženském profesionálním okruhu WTA 125, hraný v Kindareně. Druhý ročník Rouen Open probíhal mezi 9. a 15. říjnem 2023 v normandské metropoli Rouen na tvrdém povrchu.
Turnaj dotovaný 100 tisíci eury patřil do kategorie WTA 125. Nejvýše nasazenou singlistkou se stala šedesátá první tenistka světa Diane Parryová z Belgie, jíž ve čtvrtfinále vyřadila Rumunka Jaqueline Cristianová. V důsledku invaze Ruska na Ukrajinu na konci února 2022 řídící organizace tenisu ATP, WTA a ITF s grandslamy rozhodly, že ruští a běloruští tenisté mohli dále na okruzích startovat, ale do odvolání nikoli pod vlajkami Ruska a Běloruska.
Třetí singlový titul na okruhu WTA 125 vybojovala Švýcarka Viktorija Golubicová. Deblovou soutěž ovládly Britka Maia Lumsdenová s Francouzkou Jessikou Ponchetovou, které si z Rouen odvezly první trofeje ze série WTA 125.

## Rozdělení bodů a finančních odměn

### Rozdělení bodů
| Soutěž  | Soutěž      | vítězky | finalistky | semifinalistky | čtvrtfinalistky | 16 v kole | 32 v kole | Q | Q1 |
| ------- | ----------- | ------- | ---------- | -------------- | --------------- | --------- | --------- | - | -- |
| dvouhra | [ 1 ] [ 5 ] | 160     | 95         | 57             | 29              | 15        | 1         | 6 | 1  |
| čtyřhra | [ 6 ]       | 160     | 95         | 57             | 29              | 1         | —         | — | —  |

### Finanční odměny
| Soutěž                                | Soutěž      | vítězky  | finalistky | semifinalistky | čtvrtfinalistky | 16 v kole | 32 v kole | Q1    |
| ------------------------------------- | ----------- | -------- | ---------- | -------------- | --------------- | --------- | --------- | ----- |
| dvouhra                               | [ 1 ] [ 5 ] | 13 040 € | 7 390 €    | 5 222 €        | 3 478 €         | 1 740 €   | 1 086 €   | 870 € |
| čtyřhra                               | [ 6 ]       | 4 350 €  | 2 170 €    | 1 300 €        | 1 090 €         | 870 €     | —         | —     |
| částka ve čtyřhrách je uvedena na pár |             |          |            |                |                 |           |           |       |

## Ženská dvouhra

### Nasazení
| Stát                         | Hráčka                | WTA  | Nasazení |
| ---------------------------- | --------------------- | ---- | -------- |
| Belgie                       | Greet Minnenová       | 61.  | 1.       |
| Francie                      | Clara Burelová        | 72.  | 2.       |
| Ukrajina                     | Kateryna Baindlová    | 89.  | 3.       |
| Spojené království           | Jodie Burrageová      | 84.  | 4.       |
| Francie                      | Alizé Cornetová       | 96.  | 5.       |
| Bulharsko                    | Viktorija Tomovová    | 97.  | 6.       |
| Rumunsko                     | Jaqueline Cristianová | 102. | 7.       |
| Maďarsko                     | Anna Bondárová        | 106. | 8.       |
| Švýcarsko                    | Viktorija Golubicová  | 107. | 9.       |
| Žebříček WTA k 2. říjnu 2023 |                       |      |          |

### Jiné formy účasti
Následující hráčky obdržely divokou kartu do hlavní soutěže:
- Fiona Ferrová
- Elsa Jacquemotová
- Chloé Paquetová
- Alice Robbeová

Následující hráčky postoupily z kvalifikace:
- Erika Andrejevová
- Tiphanie Lemaîtreová
- Margaux Rouvroyová
- Astra Sharmaová

Následující hráčka postoupila z kvalifikace jako šťastná poražená:
- Iryna Šymanovičová

### Odhlášení
před zahájením turnaje
- Kateryna Baindlová → nahradila ji Iryna Šymanovičová
- Lauren Davisová → nahradila ji  Jessika Ponchetová
- Rebeka Masárová → nahradila ji  Léolia Jeanjeanová
- Jule Niemeierová → nahradila ji  Dalma Gálfiová
- Clara Tausonová → nahradila ji  Darija Snigurová

## Ženská čtyřhra

### Nasazení
| Stát                                                                     | Hráčka                | Stát               | Hráčka                  | WTA | Nasazení |
| ------------------------------------------------------------------------ | --------------------- | ------------------ | ----------------------- | --- | -------- |
| Maďarsko                                                                 | Anna Bondárová        | Belgie             | Kimberley Zimmermannová | 111 | 1        |
|                                                                          | Alena Fomina-Klotzová |                    | Iryna Šymanovičová      | 191 | 2        |
| Spojené království                                                       | Alicia Barnettová     | Spojené království | Olivia Nichollsová      | 197 | 3        |
| Španělsko                                                                | Aliona Bolsovová      | Gruzie             | Natela Dzalamidzeová    | 205 | 4        |
| Žebříček WTA k 2. říjnu 2023; číslo je součtem umístění obou členek páru |                       |                    |                         |     |          |

### Jiné formy účasti
Následující pár obdržel divokou kartu:
- Léolia Jeanjeanová /  Tiphanie Lemaîtreová

## Přehled finále

### Ženská dvouhra
- Viktorija Golubicová vs.   Erika Andrejevová, 6–4, 6–1

### Ženská čtyřhra
- Maia Lumsdenová /  Jessika Ponchetová vs.  Anna Bondárová /  Kimberley Zimmermannová 6–3, 7–6(7–4)